# Шпачок малабарський
Шпачок малабарський (Sturnia blythii) — вид горобцеподібних птахів родини шпакових (Sturnidae).

## Поширення
Ендемік Індії. Поширений на південному сході країни. Його природним середовищем існування є субтропічні та тропічні рівнинні тропічні ліси, сухі ліси та луки, а також плантації та поля.